# Skinless
Skinless (engl. für hautlos) ist eine Death-Metal-Band aus Glen Falls, New York, USA.

## Geschichte
Skinless wurde 1992 gegründet. Nach zwei Demos veröffentlichte die Band ihr Debütalbum. Es folgten mehrere Touren mit unter anderem Mortician und Incantation, bevor eine Split-EP mit der deutschen Death-Metal-Band Maledictive Pigs veröffentlicht wurde. Nach dem starken ersten Album erhielt Skinless einen Vertrag beim US-amerikanischen Musiklabel Relapse Records. Im Jahr 2001 veröffentlichte man das zweite Album Foreshadowing Our Demise und konnte über das gute Vertriebsnetz von Relapse Records nun auch international auf sich aufmerksam machen. Es folgte eine Tour mit Six Feet Under und Hatebreed, sowie eine Show auf dem Beast Fest, einem Musikfestival in Japan bei dem ebenfalls Musikgruppen wie Slayer und Pantera auftraten. Es folgte das dritte Album From Sacrifice to Survival, welches von den Fans mit gemischten Reaktionen aufgenommen wurde, da sich die musikalische Ausrichtung etwas verändert hatte. Im Jahr 2006 kehrte die Band mit ihrem Album Trample the Weak, Hurdle the Dead zum alten Musikstil zurück. Im Anschluss absolvierte Skinless die erste große Europatournee im Vorprogramm von Immolation und Dying Fetus. Im April 2011 trennten sich die Mitglieder und die Band löste sich auf. Im Jahre 2013 formierte sich die Band neu mit den Mitgliedern, welche auch schon beim Album Progression Towards Evil mitwirkten.

## Stil
Skinless sind dem für New York so typischen New York Death Metal verbunden. Dieser Stil ist durch seine Grooves und den Einsatz von Breakdowns bekannt wie sie sonst eher im Hardcore Punk vorkommen.
Bekannt ist die Band vor allem für ihre extremen Liveauftritte, bei denen der Sänger Jason Keyser die Fans immer zum Äußersten antrieb. Dabei setzt die Band als humoristische Einlage auf Intros von Popmusik-Evergreens oder fordert die Fans zu grotesken Aktionen wie etwa einer „Zombie-Wall-of-Death“ auf.

## Diskografie
- 1994: Demo I
- 1995: Swollen Heaps (Demo)
- 1997: Common Ground - A Compilation of Upstate NY's Hardest (Split-Album)
- 1998: Progression Towards Evil
- 2001: Maledictive Pigs / Skinless (Split-EP)
- 2001: Foreshadowing Our Demise
- 2002: Miscreant (EP)
- 2003: From Sacrifice to Survival
- 2004: Skinflick (DVD)
- 2006: Trample the Weak, Hurdle the Dead
- 2007: Regression Towards Evil (Best of 1994–1998)
- 2015: Only the Ruthless Remain
- 2018: Savagery

## Musikvideos
- 2000: Buzzed & Brutal
- 2003: From Sacrifice to Survival
- 2015: Skinless[1]
- 2016: Flamethrower[2]
- 2018: Skull Session